# NGC 1268
NGC 1268 é uma galáxia espiral (Sb) localizada na direcção da constelação de Perseus. Possui uma declinação de +41° 29' 21" e uma ascensão recta de 3 horas, 18 minutos e 45,2 segundos.
A galáxia NGC 1268 foi descoberta em 14 de Fevereiro de 1863 por Heinrich Louis d'Arrest.